# Fonds d'entretien routier (Côte d'Ivoire)
Le Fonds d'entretien routier  (FER) créé par décret le 19 septembre 2001, est une société étatique qui est chargée du financement des études et des travaux d'entretien du réseau routier ivoirien.

## Historique
Le Fonds d'entretien routier (FER) de Côte d'Ivoire a été créé dans le cadre du Programme d’Ajustement du secteur des transports (CI-PAST) financé en partie par la Banque mondiale. Il s'agissait d'un programme dont l'objectif était l'assainissement du secteur des transports et la mise en place des mécanismes fiables pour assurer la pérennité du financement de l'entretien routier.
Dans ce sens, le gouvernement ivoirien a créé deux structures complémentaires notamment le Fonds d’Entretien Routier (FER), chargé de mobiliser et gérer les ressources financières pour l’entretien du réseau routier, et l’Agence de gestion des routes (AGEROUTE), responsable de la gestion opérationnelle des travaux routiers. Créé par disposition de décret, il est régi par la loi n° 2020-626 du 14 août 2020 portant définition et organisation des sociétés d'Etat les présents statuts et à titre subsidiaire, par les dispositions législatives et réglementaires applicables aux sociétés anonymes notamment le droit OHADA.
Depuis sa création au début des années 2000, le Fonds d’entretien routier (FER) a acquis une expertise reconnue dans la gestion technique et financière de l’entretien routier, s’appuyant sur un personnel qualifié majoritairement issu du secteur privé. Placé sous la tutelle du ministère de l’équipement et de l’entretien routier, le FER est dirigé depuis juin 2022 par Annick Tohé Lasmel, sa directrice générale.

## Mission
Le Fonds d’entretien routier (FER), placé sous la tutelle du ministère de l’équipement et de l’entretien routier, a pour mission d’assurer la mobilisation et la pérennisation des financements destinés à l’entretien courant et périodique du réseau routier, ainsi que la gestion durable des ressources contribuant à la sécurité, à la protection du patrimoine routier et au développement économique du pays,,,.

## Objectifs
Le Fonds d’Entretien Routier (FER) a pour objet d’assurer le financement des prestations relatives aux études et travaux d’entretien courant et périodique du réseau routier, à la maîtrise d’ouvrage et à la maîtrise d’œuvre des études et travaux d’entretien routier,. Pour l’année 2024, le Fonds d’entretien routier (FER) s’est fixé pour objectifs d’accroître la mobilisation de ses ressources de 10 % par an afin de financer les travaux routiers, de réduire le délai de règlement des décomptes à 60 jours dès leur réception, d’exploiter cinq nouvelles gares de péage et deux gares de pesage, ainsi que deux nouvelles aires de repos. Par ailleurs, il vise à maîtriser les engagements financiers liés aux travaux, à contrôler les charges de fonctionnement consacrées à l’entretien routier, à renforcer la gouvernance de l’entreprise conformément à sa lettre de mission, et à préserver l’équilibre financier des concessions.

## Distinction
Le Fonds d’entretien routier (FER) a reçu le prix d’encouragement lors de la 6ème édition du Prix d’excellence de la gouvernance des entreprises publiques le 5 août 2024 à Abidjan, en reconnaissance de sa gestion exemplaire et pour créer plus d'emplois décents.